# Lipu (köpinghuvudort i Kina, Zhejiang Sheng, lat 29,10, long 119,80)
Lipu (kinesiska: 澧浦镇) är en köpinghuvudort i Kina. Den ligger i provinsen Zhejiang, i den östra delen av landet, omkring 130 kilometer söder om provinshuvudstaden Hangzhou. Antalet invånare är 26 731. Befolkningen består av 12 840 kvinnor och 13 891 män. Barn under 15 år utgör 15,0 %, vuxna 15-64 år 819 %, och äldre över 65 år 13,0 %.
Runt Lipu är det ganska tätbefolkat, med 185 invånare per kvadratkilometer. Närmaste större samhälle är Jinhua, 15,5 km väster om Lipu. I omgivningarna runt Lipu växer i huvudsak blandskog.
Genomsnittlig årsnederbörd är 2 196 millimeter. Den regnigaste månaden är juni, med i genomsnitt 436 mm nederbörd, och den torraste är januari, med 75 mm nederbörd.